# 남비스마르크판
남비스마르크판은 동부 뉴기니섬과 뉴브리튼섬을 비롯한 남부 비스마르크해 일대가 속한 판이다. 남동쪽에서는 솔로몬해판이 섭입하여 뉴브리튼섬과 솔로몬 제도를 형성했으며 뉴브리튼섬 주변에서 많은 지진을 일으키고 있다.

## 같이 보기
- 파푸아뉴기니의 지진 목록

## 참고
Bird, P. (2003) An updated digital model of plate boundaries, Geochemistry Geophysics Geosystems, 4(3), 1027, doi:10.1029/2001GC000252. 